# Fin de party
Fin de party, titré 1979 en allemand, est un roman de l'écrivain suisse Christian Kracht paru en 2001. L'intrigue suit un homme et son petit ami à Téhéran en 1979, lors d'une fête, à l'issue de laquelle le petit ami décède. Le protagoniste se retrouve alors à faire l'ascension du mont Kailash, puis son autocritique dans un camp de redressement maoïste où il est fait prisonnier.
La couverture de l'édition originale allemande a été conçu par Peter Saville, connu pour ses pochettes de disques pour Factory Records. Le livre a été publié en français en 2003, traduit par Philippe Giraudon.